# Indianapolis 500 2012
Indianapolis 500 2012 je bila šestindevetdeseta dirka Indianapolis 500 na dirkališču Indianapolis. Potekala je 27. maja 2012. Svojo tretjo zmago na dirki je dosegel Dario Franchitti s povprečno hitrostjo 269,942 km/h.

## Rezultati

### Štartna vrsta
| Vrsta | Notranja | Notranja             | Srednja | Srednja             | Zunanja | Zunanja            |
| ----- | -------- | -------------------- | ------- | ------------------- | ------- | ------------------ |
| 1     | 2        | Ryan Briscoe         | 27      | James Hinchcliffe   | 28      | Ryan Hunter-Reay   |
| 2     | 26       | Marco Andretti       | 12      | Will Power          | 3       | Hélio Castroneves  |
| 3     | 67       | Josef Newgarden      | 11      | Tony Kanaan         | 5       | E.J. Viso          |
| 4     | 8        | Rubens Barrichello   | 98      | Alex Tagliani       | 38      | Graham Rahal       |
| 5     | 25       | Ana Beatriz          | 83      | Charlie Kimball     | 9       | Scott Dixon        |
| 6     | 50       | Dario Franchitti     | 19      | James Jakes         | 4       | J.R. Hildebrand    |
| 7     | 15       | Takuma Sato          | 99      | Townsend Bell       | 18      | Justin Wilson      |
| 8     | 30       | Michel Jourdain, Jr. | 77      | Simon Pagenaud      | 17      | Sebastian Saavedra |
| 9     | 7        | Sebastien Bourdais   | 41      | Wade Cunningham     | 22      | Oriol Servià       |
| 10    | 20       | Ed Carpenter         | 14      | Mike Conway         | 6       | Katherine Legge    |
| 11    | 39       | Bryan Clauson        | 78      | Simona de Silvestro | 64      | Jean Alesi         |

### Dirka
| Poz | Št. | Dirkač               | Moštvo                             | Motor     | Krogi | Čas/Odstop   | Št. m. | Vod. | Toč |
| --- | --- | -------------------- | ---------------------------------- | --------- | ----- | ------------ | ------ | ---- | --- |
| 1   | 50  | Dario Franchitti     | Chip Ganassi Racing                | Honda     | 200   | 2:58:51,2532 | 16     | 23   | 54  |
| 2   | 9   | Scott Dixon          | Chip Ganassi Racing                | Honda     | 200   | + 0,0295 s   | 15     | 53   | 44  |
| 3   | 11  | Tony Kanaan          | KV Racing Technology               | Chevrolet | 200   | + 0,0677 s   | 8      | 7    | 42  |
| 4   | 22  | Oriol Servià         | Panther/Dreyer & Reinbold Racing   | Chevrolet | 200   | + 2,9166 s   | 27     | 0    | 38  |
| 5   | 2   | Ryan Briscoe         | Team Penske                        | Chevrolet | 200   | + 3,6721 s   | 1      | 15   | 45  |
| 6   | 27  | James Hinchcliffe    | Andretti Autosport                 | Chevrolet | 200   | + 4,0962 s   | 2      | 5    | 41  |
| 7   | 18  | Justin Wilson        | Dale Coyne Racing                  | Honda     | 200   | + 4,2430 s   | 21     | 0    | 30  |
| 8   | 83  | Charlie Kimball      | Chip Ganassi Racing                | Honda     | 200   | + 4,6056 s   | 14     | 3    | 28  |
| 9   | 99  | Townsend Bell        | Schmidt–Hamilton Motorsports       | Honda     | 200   | + 5,6168 s   | 20     | 0    | 26  |
| 10  | 3   | Hélio Castroneves    | Team Penske                        | Chevrolet | 200   | + 7,6352 s   | 6      | 0    | 29  |
| 11  | 8   | Rubens Barrichello   | KV Racing Technology               | Chevrolet | 200   | + 7,9240 s   | 10     | 2    | 23  |
| 12  | 98  | Alex Tagliani        | Team Barracuda – BHA               | Honda     | 200   | + 8,2543 s   | 11     | 2    | 22  |
| 13  | 38  | Graham Rahal         | Chip Ganassi Racing                | Honda     | 200   | + 8,7539 s   | 12     | 0    | 21  |
| 14  | 4   | J.R. Hildebrand      | Panther Racing                     | Chevrolet | 200   | + 11,3423 s  | 18     | 0    | 20  |
| 15  | 19  | James Jakes          | Dale Coyne Racing                  | Honda     | 200   | + 13,4494 s  | 17     | 0    | 19  |
| 16  | 77  | Simon Pagenaud       | Schmidt–Hamilton Motorsports       | Honda     | 200   | + 14,1382 s  | 23     | 0    | 18  |
| 17  | 15  | Takuma Sato          | Rahal Letterman Lanigan Racing     | Honda     | 199   | Trčenje      | 19     | 31   | 17  |
| 18  | 5   | E.J. Viso            | KV Racing Technology               | Chevrolet | 199   | +1 krog      | 9      | 0    | 18  |
| 19  | 30  | Michel Jourdain, Jr. | Rahal Letterman Lanigan Racing     | Honda     | 199   | +1 krog      | 22     | 0    | 16  |
| 20  | 7   | Sébastien Bourdais   | Dragon Racing                      | Chevrolet | 199   | +1 krog      | 25     | 0    | 15  |
| 21  | 20  | Ed Carpenter         | Ed Carpenter Racing                | Chevrolet | 199   | +1 krog      | 28     | 0    | 15  |
| 22  | 6   | Katherine Legge      | Dragon Racing                      | Chevrolet | 199   | +1 krog      | 30     | 0    | 15  |
| 23  | 25  | Ana Beatriz          | Andretti Autosport/Conquest Racing | Chevrolet | 190   | +10 krogov   | 13     | 0    | 16  |
| 24  | 26  | Marco Andretti       | Andretti Autosport                 | Chevrolet | 187   | Trčenje      | 4      | 59   | 23  |
| 25  | 67  | Josef Newgarden      | Sarah Fisher Hartman Racing        | Honda     | 161   | Meh. okvara  | 7      | 0    | 18  |
| 26  | 17  | Sebastián Saavedra   | Andretti Autosport/AFS Racing      | Chevrolet | 143   | El. sistem   | 24     | 0    | 14  |
| 27  | 28  | Ryan Hunter-Reay     | Andretti Autosport                 | Chevrolet | 123   | Vzmetenje    | 3      | 0    | 22  |
| 28  | 12  | Will Power           | Team Penske                        | Chevrolet | 79    | Trčenje      | 5      | 0    | 20  |
| 29  | 14  | Mike Conway          | A. J. Foyt Enterprises             | Honda     | 78    | Trčenje      | 29     | 0    | 13  |
| 30  | 39  | Bryan Clauson        | Sarah Fisher Hartman Racing        | Honda     | 46    | Meh. okvara  | 31     | 0    | 13  |
| 31  | 41  | Wade Cunningham      | A. J. Foyt Enterprises             | Honda     | 42    | El. sistem   | 26     | 0    | 13  |
| 32  | 78  | Simona de Silvestro  | HVM Racing                         | Lotus     | 10    | Črna zastava | 32     | 0    | 13  |
| 33  | 64  | Jean Alesi           | Fan Force United                   | Lotus     | 9     | Črna zastava | 33     | 0    | 13  |